# Васильев, Рустем Николаевич
Рустем Николаевич Васильев (род. 19 мая 1948, Уфа) — советский и российский шахматист, мастер спорта СССР (1977).

## Биография
Выпускник исторического факультета Башкирского университета (ныне Уфимский университет науки и технологий) (диплом с отличием).
Чемпион Уфы 1971 г. Чемпион Башкирской АССР 1968 и 1979 гг. Чемпион Урала 1982 г.
Победитель мемориала Н. К. Аратовского 1977 г.
Победитель первенства ЦС ДСО «Труд» 1984 г.
Победитель командного первенства России 1993 г. в составе команды «Кадыр».
Победитель шахматного фестиваля в Лиепае (1974 г.), турнира мастеров в Магнитогорске (1977 г.).

## Тренерская работа
Занимается преподаванием шахмат с 1968 г. Среди учеников — международные гроссмейстеры Р. Х. Даутов и В. М. Милов.

## Спортивные результаты
| Год  | Город        | Соревнования                   | + | − | = | Результат | Место             |
| ---- | ------------ | ------------------------------ | - | - | - | --------- | ----------------- |
| 1968 | Уфа          | Чемпионат Башкирской АССР      |   |   |   |           | 1                 |
| 1971 | Уфа          | Чемпионат Уфы                  |   |   |   |           | 1                 |
| 1974 | Лиепая       | Всесоюзный шахматный фестиваль |   |   |   |           | 1                 |
| 1977 | Саратов      | Мемориал Н. К. Аратовского     |   |   |   | 9 из 13   | 1—2               |
|      | Магнитогорск | Турнир советских мастеров      |   |   |   |           | 1                 |
| 1979 | Уфа          | Чемпионат Башкирской АССР      |   |   |   |           | 1                 |
| 1982 |              | Чемпионат Урала                |   |   |   |           | 1                 |
| 1984 |              | Первенство ЦС ДСО «Труд»       |   |   |   |           | 1                 |
| 1990 | Москва       | Мемориал Г. А. Гольдберга      | 6 | 3 | 5 | 8½ из 14  | 9                 |
| 1991 | Москва       | Международный турнир           | 2 | 2 | 9 | 6½ из 13  | 7—8               |
| 1993 |              | Командное первенство России    |   |   |   |           | Команда — чемпион |
|      | Уфа          | Международный турнир           | 3 | 1 | 7 | 6½ из 11  | 2—5               |
|      | Глоговец     | Опен-турнир                    | 6 | 3 | 2 | 7 из 11   | 6—8               |
| 1995 | Казань       | Полуфинал чемпионата России    |   |   |   | 4 из 9    | 20—26             |